# ATP de Viña del Mar
O ATP de Viña del Mar – ou Royal Guard Open Chile, na última edição – foi um torneio de tênis profissional masculino, de nível ATP World Tour 250.
Realizado em Viña del Mar, no Chile, compôs um grande período de eventos tenísticos no país, desde 1993. Quando se ausentava, Santiago assumia a sede. Os jogos eram disputados em quadras de saibro durante o mês de fevereiro. Durou até 2014, quando foi substituído por Quito.

## Finais

### Simples
| Ano                                     | Campeão           | Vice-campeão      | Resultado       |
| --------------------------------------- | ----------------- | ----------------- | --------------- |
| 2014                                    | Fabio Fognini     | Leonardo Mayer    | 6–2, 6–4        |
| 2013                                    | Horacio Zeballos  | Rafael Nadal      | 7–62, 66–7, 4–6 |
| 2012                                    | Juan Mónaco       | Carlos Berlocq    | 6–3, 16–7, 6–1  |
| Torneio não realizado entre 2011 e 2010 |                   |                   |                 |
| 2009                                    | Fernando González | José Acasuso      | 6–1, 6–3        |
| 2008                                    | Fernando González | Juan Mónaco       | w.o.            |
| 2007                                    | Luis Horna        | Nicolás Massú     | 7–5, 6–3        |
| 2006                                    | José Acasuso      | Nicolás Massú     | 6–4, 6–3        |
| 2005                                    | Gastón Gaudio     | Fernando González | 6–3, 6–4        |
| 2004                                    | Fernando González | Gustavo Kuerten   | 7–5, 6–4        |
| 2003                                    | David Sánchez     | Marcelo Ríos      | 1–6, 6–3, 6–3   |
| 2002                                    | Fernando González | Nicolás Lapentti  | 6–3, 56–7, 7–64 |
| 2001                                    | Guillermo Coria   | Gastón Gaudio     | 4–6, 6–2, 7–5   |

### Duplas
| Ano                                     | Campeões                           | Vice-campeões                         | Resultado         |
| --------------------------------------- | ---------------------------------- | ------------------------------------- | ----------------- |
| 2014                                    | Oliver Marach Florin Mergea        | Juan Sebastián Cabal Robert Farah     | 6–3, 6–4          |
| 2013                                    | Paolo Lorenzi Potito Starace       | Juan Mónaco Rafael Nadal              | 6–2, 6–4          |
| 2012                                    | Frederico Gil Daniel Gimeno-Traver | Pablo Andújar Carlos Berlocq          | 1–6, 7–5, [12–10] |
| Torneio não realizado entre 2011 e 2010 |                                    |                                       |                   |
| 2009                                    | Pablo Cuevas Brian Dabul           | František Čermák Michal Mertiňák      | 6–3, 6–3          |
| 2008                                    | José Acasuso Sebastián Prieto      | Máximo González Juan Mónaco           | 6–1, 3–0, ab.     |
| 2007                                    | Paul Capdeville Óscar Hernández    | Rubén Ramírez Hidalgo Albert Montañés | 4–6, 6–4, 10–6    |
| 2006                                    | José Acasuso Sebastián Prieto      | František Čermák Leoš Friedl          | 7–62, 6–4         |
| 2005                                    | David Ferrer Santiago Ventura      | Gastón Etlis Martím Rodríguez         | 6–3, 6–4          |
| 2004                                    | Gastón Gaudio Juan Ignácio Chela   | Nicolás Lapentti Martím Rodríguez     | 7–62, 7–63        |
| 2003                                    | Agustín Calleri Mariano Hood       | František Čermák Leoš Friedl          | 6–3, 1–6, 6–4     |
| 2002                                    | Martín Rodríguez Gastón Etlis      | Lucar Arnold Ker Luiz Lobo            | 6–3, 6–4          |
| 2001                                    | Lucas Arnold Ker Tomás Carbonell   | Mariano Hood Sebástian Prieto         | 6–4, 2–6, 6–3     |